# 宮島競艇場站
宮島競艇場站（日语：／*/?）是位於廣島縣廿日市市宮島口一丁目60番地先，廣島電鐵的宮島線車站（臨時車站）。

## 概要
此站最接近宮島競艇場，每次舉行宮島競艇日時營業，為臨時車站。除了競艇日外，場外投注日當天也會營業。因此每週設有5日營業（每年約有300日營業），車站營業頻率較高。此臨時車站可形容為「車站營業日不少，但是使用車站機會率很少」。在上行列車廣播中，當車站營業時，車長會廣播「下一站是臨時停站的宮島競艇場前」，在下行列車廣播中，會使用自動廣播並加入英語內容。在非營業日便不會進行廣播。
此站由於是臨時車站，因此廣電全線引入車站編號時，沒有為此站編定編號。

## 歷史
在1954年（昭和29年）11月，宮島競艇場開幕。在競艇場開幕前的10月31日，此站啟用，當時車站名為競艇場前站（日语：／）。在2019年（平成31年）改名為宮島競艇場站。
- 1954年（昭和29年）10月31日 - 競艇場前站啟用[2]。
- 2019年（平成31年）4月1日 - 車站改名為宮島競艇場站[5]。
- 2020年（令和2年）2月28日～5月31日 - 受到新型冠狀病毒病影響，包括所有宮島競艇場在內，所有競艇場實施無觀眾比賽，臨時停車情況中止[6]。場地在6月重開，但是由於比賽日沒有觀眾進站，因此採取相同措施。

## 車站構造
車站是一座地面車站，設有2面2線的相對式月台（千鳥式月台）。靠近宮島線起點的是廣電西廣島站方向上行月台，在上行月台後方的是廣電宮島口站方向下行月台。兩月台之間設有站內平交道連接。
上行月台設有上蓋和長椅，在站內平交道處設有電車接近顯示器。當車站不是營業時，站內平交道會保持關閉，遮將機長期都是關閉。另外，下行月台沒有上蓋和長椅。兩月台之間設有低地台和高地台乘車處。

## 車站周邊
車站位於宮島競艇場正門前。車站距離宮島線終點廣電宮島口站只有200米距離。西日本旅客鐵道（JR西日本）山陽線的宮島口站是此站的步行圈範圍內。

## 相鄰車站
廣島電鐵
■宮島線
廣電阿品（M38）－（臨）宮島競艇場－廣電宮島口（M39）

## 注腳
1. ↑  . 広島電鉄.   [2017-04-01]. （原始内容存档于2015-08-11） （日语）.
2. 1 2 3 4 5 6 7  川島令三. . 【図説】 日本の鉄道. 第7巻 広島エリア. 講談社. 2012: 17・89頁. ISBN 978-4-06-295157-9 （日语）.
3. 1 2 3 4 5 6 7  西崎さいき. . 伊卡洛斯MOOK. 伊卡洛斯出版（日语：イカロス出版）. 2013: 71. ISBN 978-4-86320-679-3 （日语）.
4. ↑   下巻. 中國新聞社. 1982: 624 （日语）.
5. 1 2   (新闻稿). 広島電鉄. 2019-02-19  [2019-07-15]. （原始内容存档于2019-02-20） （日语）.
6. ↑  臨時停車宮島ボートレース場の通過について （页面存档备份，存于）（日語） - 廣島電鐵
7. 1 2  川島令三.  中国篇 2. 草思社（日语：草思社）. 2009: 118–121. ISBN 978-4-7942-1711-0 （日语）.